# 3. ŽNL Vukovarsko-srijemska Grupa B 2000./01.
3. ŽNL Vukovarsko-srijemsku je u sezoni 2000./01. činilo 15 klubova iz Vukovarsko-srijemske županije podijeljenih u dvije grupe. Pobjednici grupa bi igrali finale čime bi bio odlučen prvak lige, odnosno klub koji će biti promoviran u 2. ŽNL Vukovarsko-srijemsku. Iz lige nitko nije ispadao, jer je 3. ŽNL Vukovarsko-srijemsku najniži rang natjecanja.
Prvenstvo i promociju u 2. ŽNL Vukovarsko-srijemsku su osvojili NK Marinci nakon finalnog meča s NK Sremac Markušica.

## Ljestvica
| Mj. | Klub                     | Sus. | Pobj. | Nerj. | Por. | GR.   | Bod.       |
| --- | ------------------------ | ---- | ----- | ----- | ---- | ----- | ---------- |
| 1.  | NK Marinci               | 12   | 8     | 2     | 2    | 29:16 | 26         |
| 2.  | NK Polet Donje Novo Selo | 12   | 7     | 4     | 1    | 24:14 | 25         |
| 3.  | NK Tompojevci            | 12   | 7     | 2     | 3    | 36:20 | 22 (-1) ↓1 |
| 4.  | NK Dunav Sotin           | 12   | 4     | 2     | 6    | 22:18 | 14         |
| 5.  | NK Opatovac              | 12   | 3     | 4     | 5    | 17:33 | 13         |
| 6.  | NK Lovas                 | 12   | 2     | 4     | 6    | 12:20 | 10         |
| 7.  | NK Mladost Svinjarevci   | 12   | 0     | 4     | 8    | 7:25  | 4          |

## Play-off za prvaka 3. ŽNL
Finalna utakmica prvenstva odigrana je 3. lipnja 2001. godine na Gradskom stadionu u Vukovaru između pobjednika grupa NK Sremac Markušica i NK Marinci. Utakmica je završena rezultatom 2:1 za NK Marince, čime su oni postali prvak 3. ŽNL i stekli promociju u 2. ŽNL.